# Fincups de Hamilton
Les Fincups de Hamilton sont une équipe de hockey sur glace de l'Association de Hockey de l'Ontario.
L'équipe remporte en 1976 la Coupe Memorial.

## Saison par Saison
| Saison    | PJ | V  | D  | N  | Pts | %Arr  | BP  | BC  | Classement |
| 1974–1975 | 70 | 37 | 24 | 9  | 83  | 0,593 | 337 | 271 | 3e LHJMO   |
| 1975–1976 | 66 | 43 | 15 | 8  | 94  | 0,712 | 379 | 232 | 1er Emms   |
| 1977–1978 | 68 | 31 | 23 | 14 | 76  | 0,559 | 273 | 223 | 3e Emms    |

## Joueurs qui ont évolué pour cette franchise
- Joe Contini
- Tim Coulis
- Mike Forbes
- Jody Gage
- Gaston Gingras
- Steve Hazlett
- Willie Huber
- Al Jensen
- Jay Johnston
- Mike Keating
- Joe Kowal
- Randy Ladouceur
- Paul Marshall
- Dale McCourt
- Mark Plantery
- Greg Redquest
- Al Secord
- Ric Seiling
- Doug Shedden
- Greg Terrion
- Rick Wamsley